# Калач (хутор)
Калач — хутор в Лискинском районе Воронежской области.
Входит в состав городского поселения Лиски.

## География

### Улицы
- ул. Восточная
- ул. Дачная
- ул. Приозерная
- ул. Садовая